# Constantin Makrodoukas
Constantin Doukas (en grec : Κωνσταντίνος Δούκας), mort le 30 mai 1185 et connu sous le surnom de Makrodoukas (le grand Doukas) que lui donne Nicétas Choniatès, est un membre de l'aristocratie byzantine.

## Biographie
C'est un membre important de la cour impériale sous le règne de Manuel Ier Comnène mais il est impossible de tracer son origine familiale et ses liens avec la famille des Doukas, l'une des plus importantes de l'Empire byzantin au XIIe siècle. Il apparaît dans les sources en 1166, détenant alors la dignité importante de pansébaste sébaste, obtenue par son mariage avec une fille du sébastocrator Isaac Comnène et nièce de l'empereur Manuel. En 1170 et 1176, Makrodoukas accompagne Manuel lors de ses campagnes contre les Seldjoukides.
Après le court règne d'Alexis II Comnène (1180-1183), le trône byzantin échoit à Andronic Ier Comnène qui s'est révolté contre la régence en place. Si son règne se caractérise par une réaction violente face à certains membres de l'aristocratie impériale, Constantin Makrodoukas obtient les faveurs du nouvel empereur. Néanmoins, il subit les conséquences de la révolte de son neveu, Isaac Doukas Comnène, qui se proclame empereur à Chypre. Andronic réagit en arrêtant les parents d'Isaac, dont Constantin qui est condamné à mort le 30 mai 1185 par lapidation. S'il survit à celle-ci, il est finalement traîné jusqu'au quartier des Manganes où il est démembré. Constantin souffre là du principe de coresponsabilité familiale établi par Andronic pour refréner les révoltes en s'en prenant aux parents d'un rebelle.
Avec sa femme Anne Comnène, il a au moins une fille nommée Zoé Doukas, qui se marie à Jean Doukas.